# USS Moccasin (SS-5)
L’USS Moccasin (SS-5) est un sous-marin de Classe Plunger de l'US Navy construit à partir de 1900 par Crescent Shipyard (en) à Elizabeth ; il est mis en service en 1903.

## Histoire
La construction du sous-marin débute sous la direction de Arthur Leopold Busch (en), le 8 novembre 1900 à Elizabeth (New Jersey) au chantier naval Crescent Shipyard (en). Lancé le 20 août 1901, il est  mis en service le 17 janvier 1903 à New Suffolk, New York avec Frank L. Pinney pour premier commandant.
Affecté à la station navale Torpedo (Naval Undersea Warfare Center) à Newport, le Mocassin est exploité à des fins de formation et d’expérimentions. Il est ensuite transféré, le 15 juin 1904, dans la Reserve Torpedo Flotilla à Norfolk, une unité  de réserve restée inactive. Le 20 juillet 1909, le sous-marin est chargé sur le navire charbonnier USS Caesar (AC-16) (en), à destination des Philippines avec son  « sister-ship s, l'USS Adder (SS-3).
Il arrive à Olongapo le 1er octobre 1909 et il est remis à l’eau le 7 octobre. Le sous-marin est réarmé le 10 février 1910, et intègre la First Submarine Division, de l’Asiatic Torpedo Fleet (en), basé à Manille et chargée d’effectuer des patrouilles au large de la Baie de Manille.
Le Mocassin est rebaptisé A-4 le 17 novembre 1911. Pendant la Première Guerre mondiale, comme ses sister-ships, il patrouille au large des Philippines et participe à la protection des convois maritimes. Le A-4 est mis hors service à Cavite le 12 décembre 1919.